# 204842 Fengchia
204842 Fengchia è un asteroide della fascia principale. Scoperto nel 2007, presenta un'orbita caratterizzata da un semiasse maggiore pari a 3,1530408 UA e da un'eccentricità di 0,1551344, inclinata di 2,25692° rispetto all'eclittica.
L'asteroide è dedicato all'Università Feng Chia a Taiwan.